# Passerells del Tecnocampus
Els Passerells del Tecnocampus són una colla castellera universitària del TecnoCampus Mataró-Maresme, situat a Mataró. Fundada el 2011, és la desena colla castellera universitària apareguda i la tercera que esdevingué membre de la Coordinadora de Colles Castelleres de Catalunya, després dels Ganàpies de la UAB i els Pataquers de la URV. Compten amb el suport dels Capgrossos de Mataró, la principal colla castellera convencional del Maresme. Durant el curs, assagen cada dimarts i divendres a la plaça del Tecnocampus. Vesteixen amb camisa de color malva i els seus millors castells són el 2 de 7 amb folre, el pilar de 6 amb folre, el 3 de 7 amb agulla i el 4 de 7 amb agulla.
Van néixer durant el Nadal del 2010. El primer assaig va fer-se el 15 de febrer de 2011. Al cap d'un mes, el 31 de març van descarregar el seu primer castell, un pilar de 3. L'actuació va fer-se durant el programa de ràdio El matí i la mare que el va parir de Ràdio Flaixbac, emès en directe des de l'Auditori del Tecnocampus. El 14 de novembre del 2011 la junta de la Coordinadora de Colles Castelleres de Catalunya va aprovar l'ingrés dels Passerells del Tecnocampus a l'entitat. El dia 10 de desembre del 2015, en la seva Diada d'Hivern, aconsegueixen fer la millor actuació des dels seus inicis: 3de7a, 2de7f, 4de7a i Pde6f (c).